# Tomasz Makowski (kartograf)

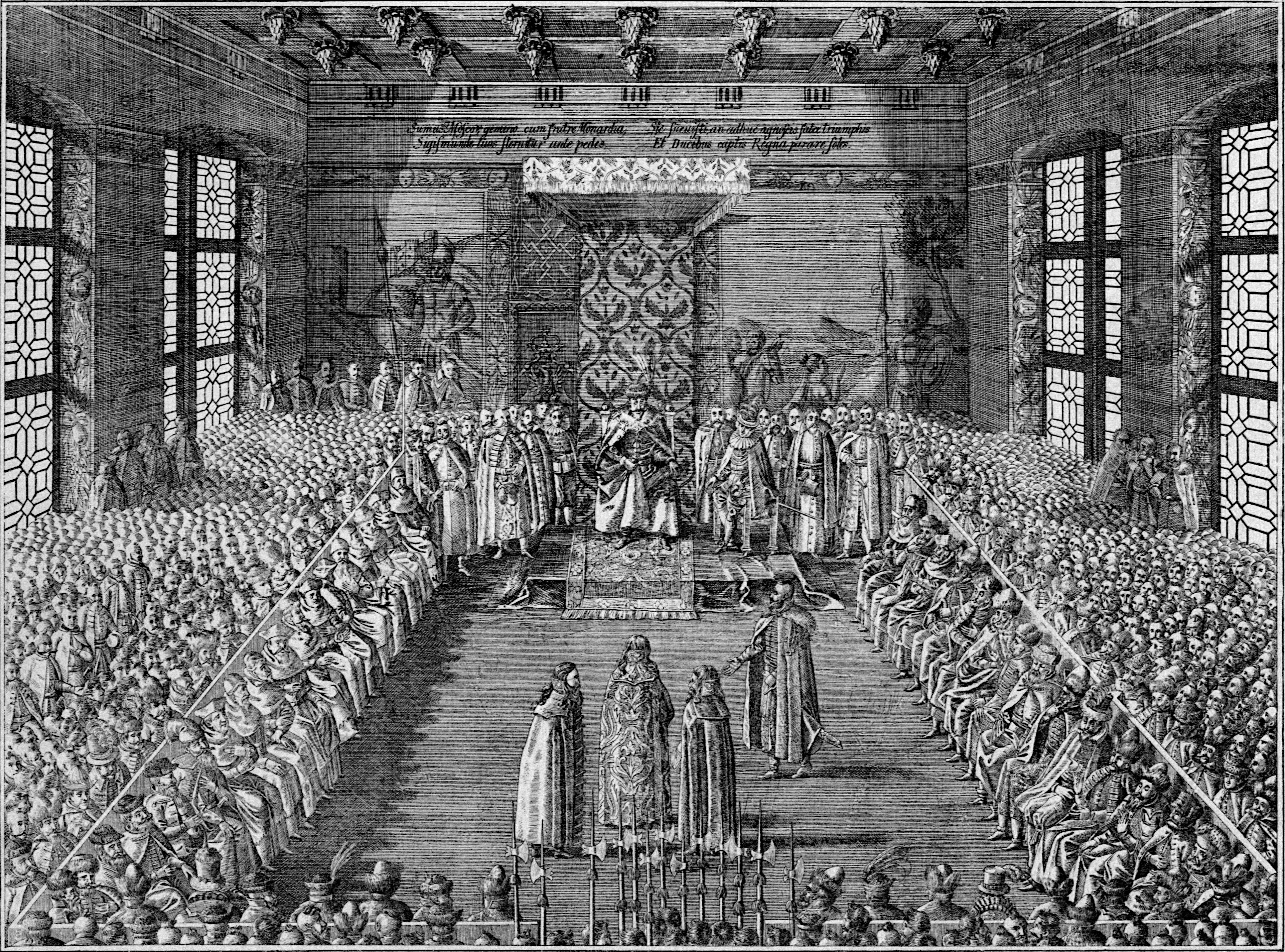
Tomasz Makowski „Car Wasyl IV Szujski wraz z braćmi przed Sejmem w Warszawie 29 października 1611 r.” według zaginionego obrazu Tomasza Dolabelli

Tomasz Makowski (ur. ok. 1575, zm. ok. 1630 w Krakowie) – polski sztycharz i kartograf. Przez długi okres działał na dworze wojewody wileńskiego Mikołaja Radziwiłła „Sierotki” w Nieświeżu i Wilnie. 
Od 1595 roku brał udział w pracach nad mapą Wielkiego Księstwa Litewskiego (tzw. „mapa radziwiłłowska” lub mapa Makowskiego) w skali 1 : 1 300 000. Makowski był głównym kartografem w zespole przygotowującym mapę. Pierwsza edycja ukazała się w Gdańsku w 1603 roku, lecz cały ten nakład zaginął. W 1613 roku w Amsterdamie w drukarni Wilhelma Blaeu ukazało się najbardziej znane wydanie „mapy radziwiłłowskiej” wykonanej przez niderlandzkiego kartografa i grawera Hessela Gerritsza na podstawie rysunków Makowskiego. Zachowane egzemplarze tego wydania znajdują się w Bibliotece Uniwersyteckiej w Upssali oraz w Bibliotece Księżnej Anny Amalii w Weimarze. 
W 1601 roku w Braniewie ukazała się Hierosolymitana peregrinatio księcia Mikołaja Radziwiłła Sierotki ze sztychami jego autorstwa. W 1620 roku wydano w Poznaniu traktat Hippica, to jest o koniach księgi Krzysztofa Dorohostajskiego ze sztychami Makowskiego.

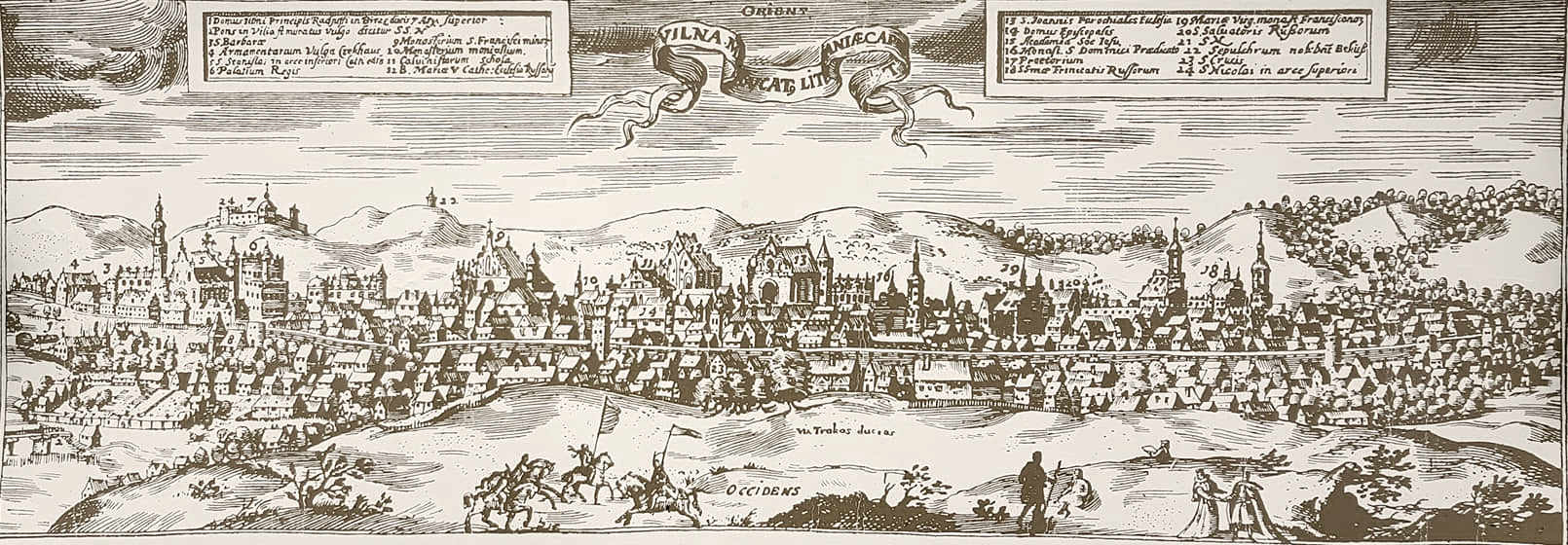
Wilno ok. 1600 r.
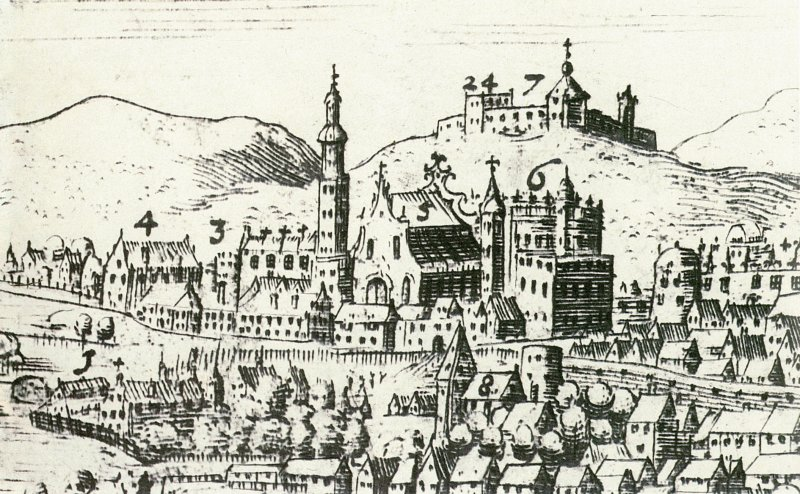
Zamek w Wilnie ok. 1600
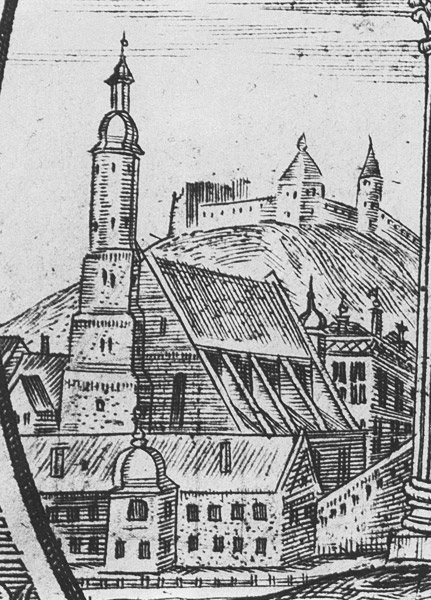
Katedra w Wilnie ok. 1604
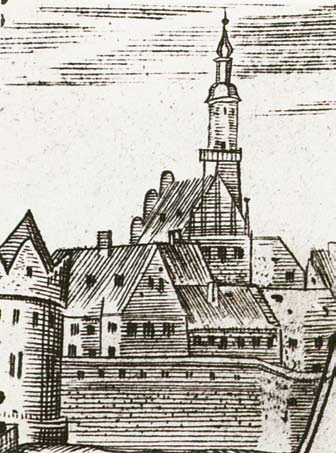
Ratusz w Wilnie ok. 1604
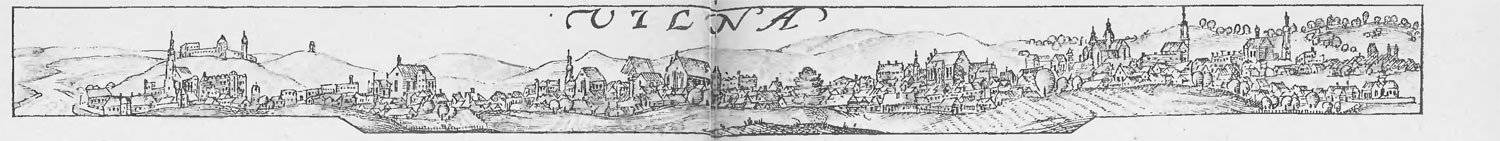
Wilno ok. 1604 r.
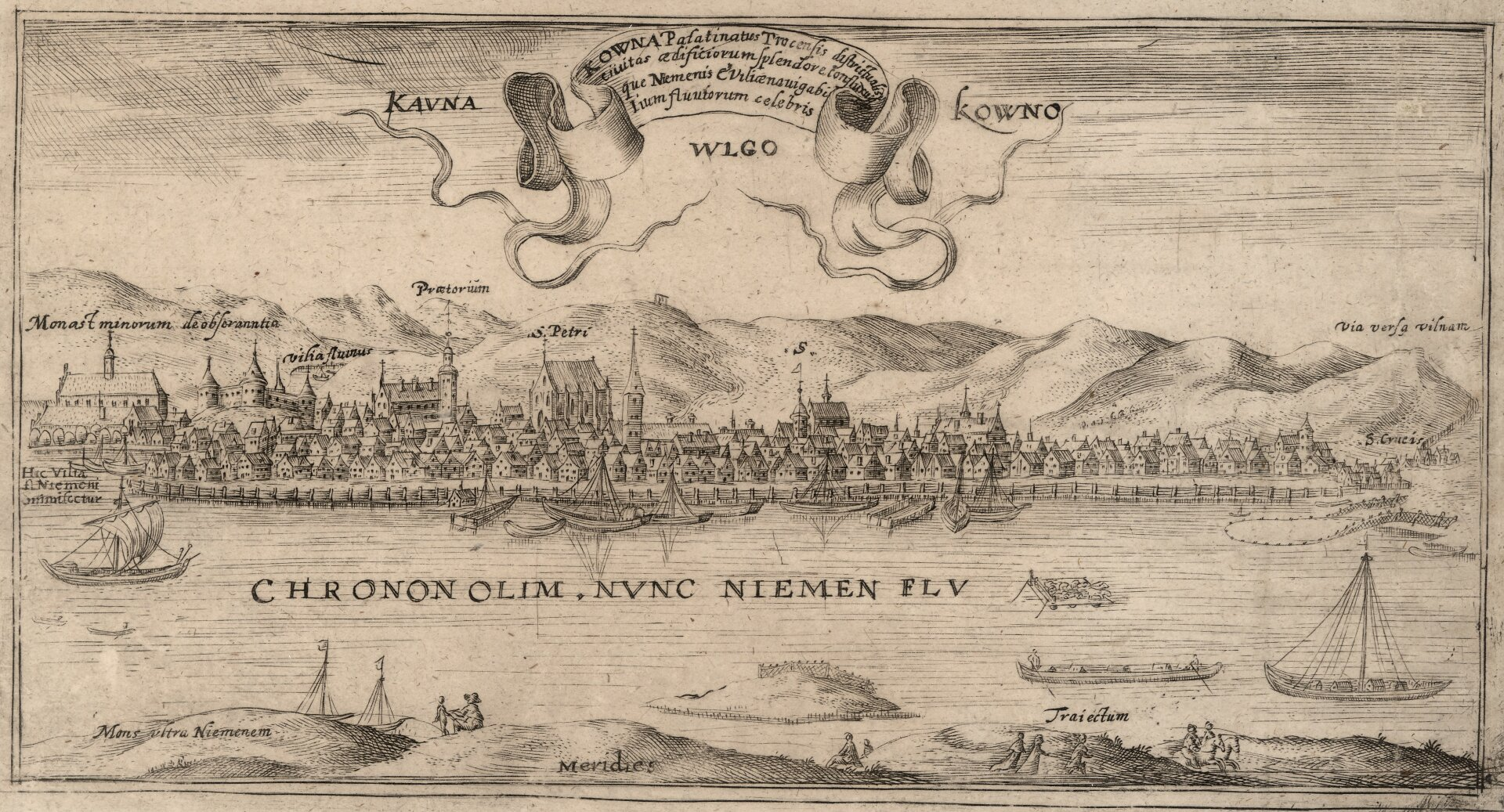
Kowno
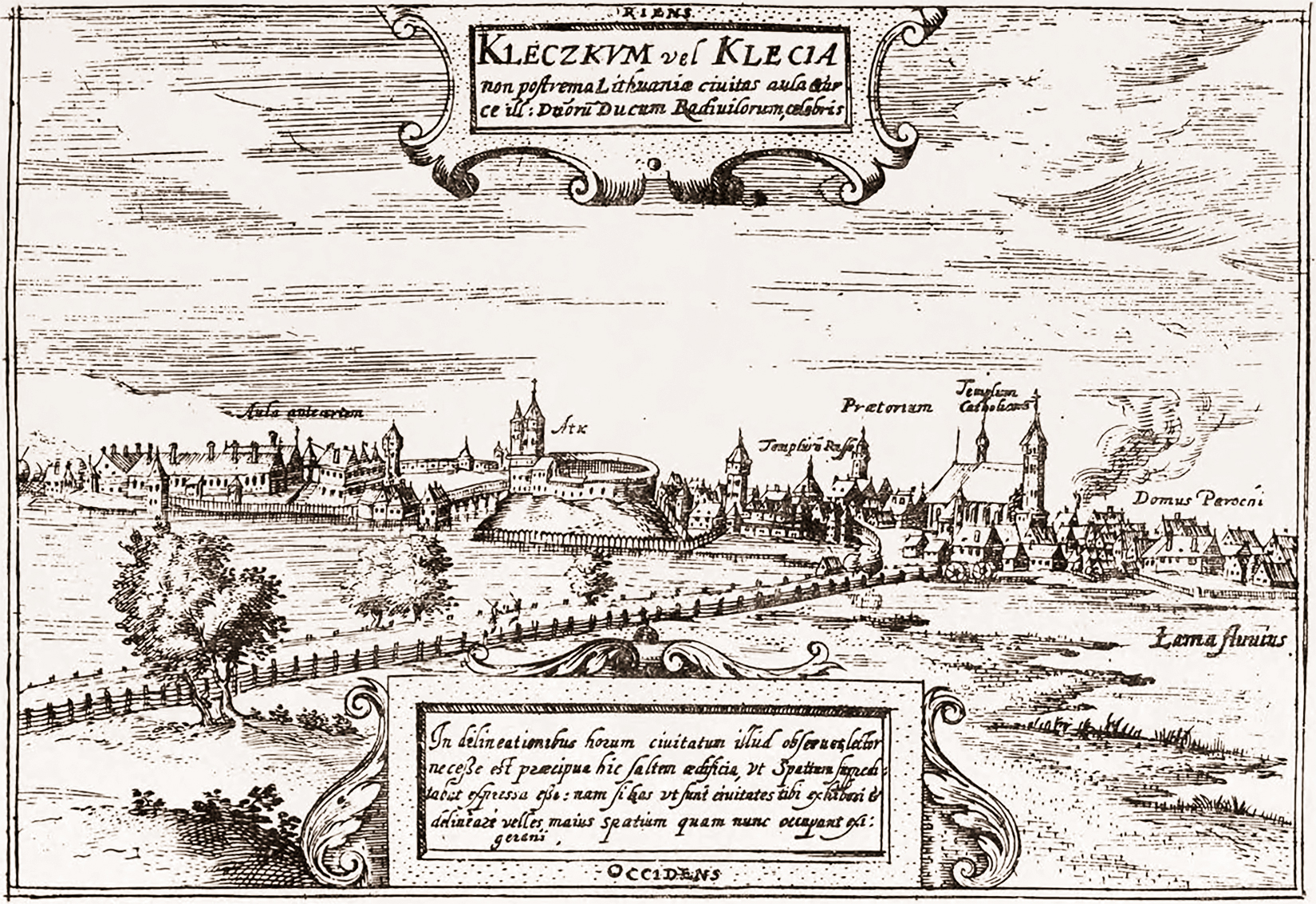
Kleck – panorama
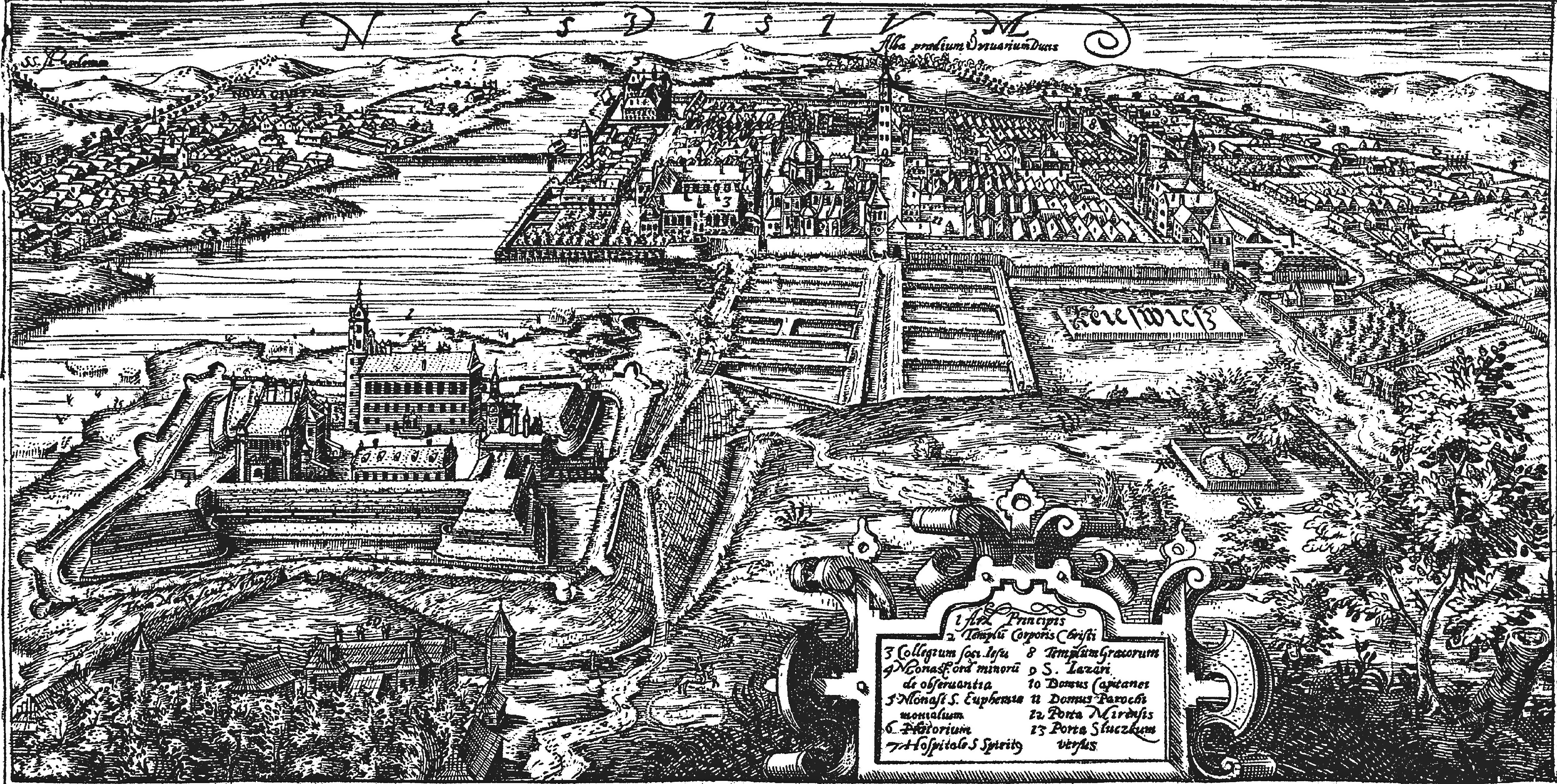
Zamek w Nieświeżu
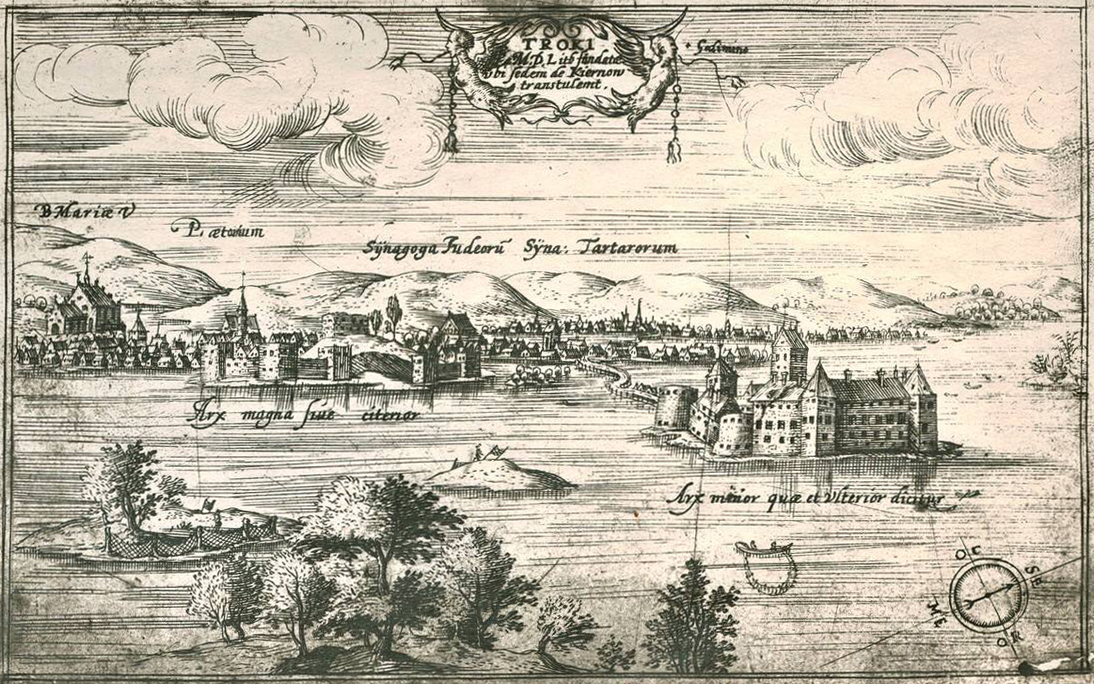
Troki
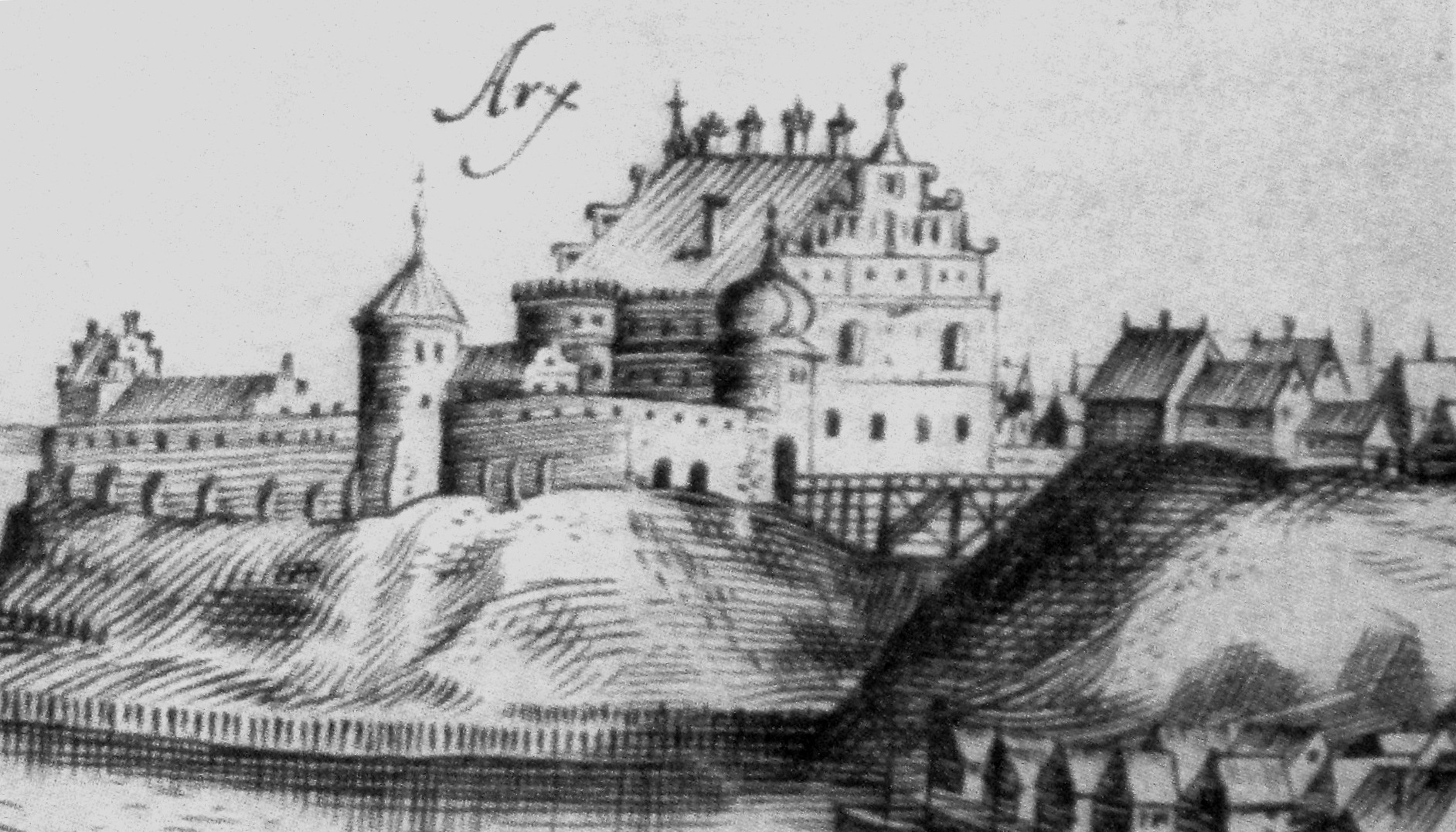
Zamek w Grodnie
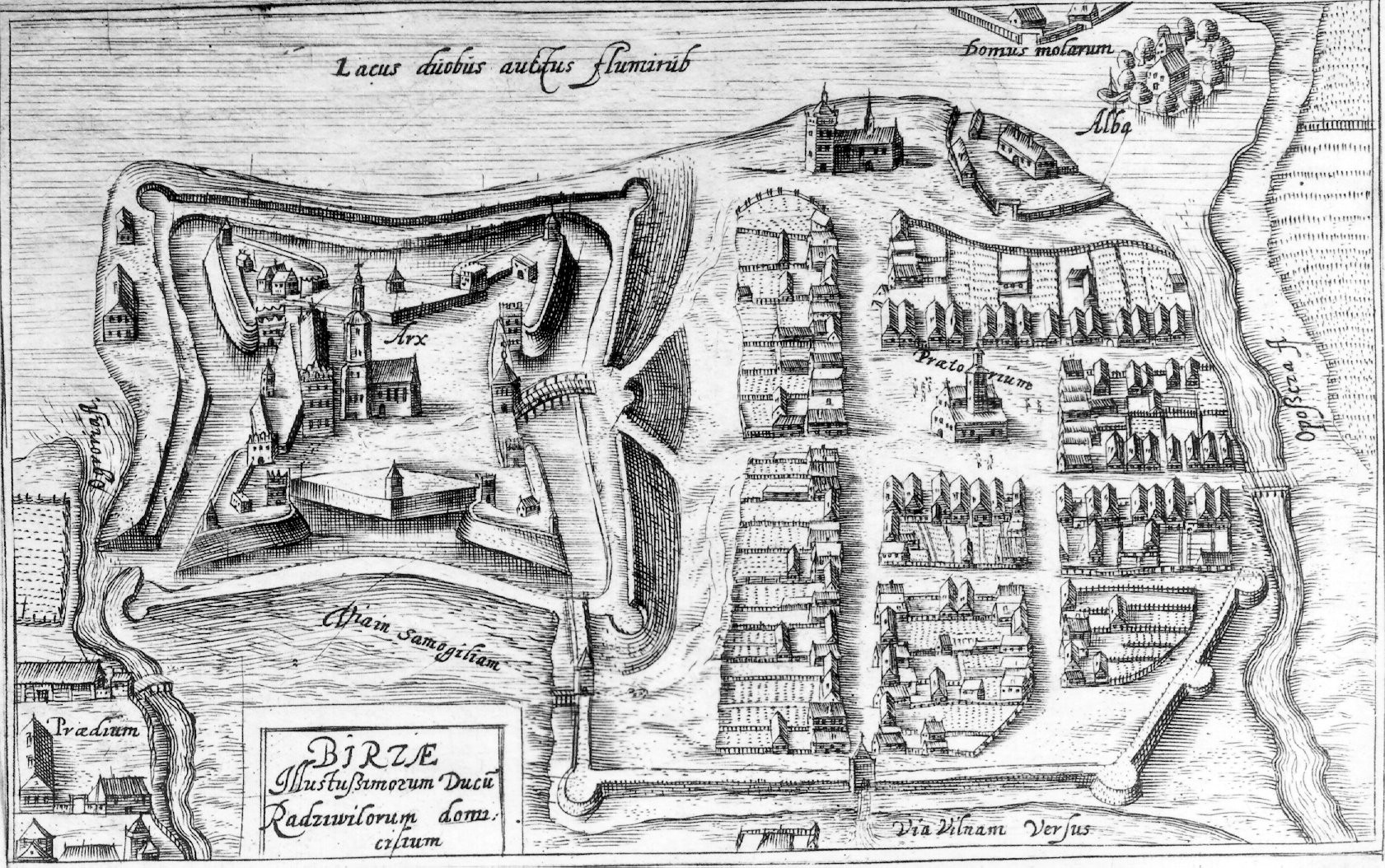
Birże
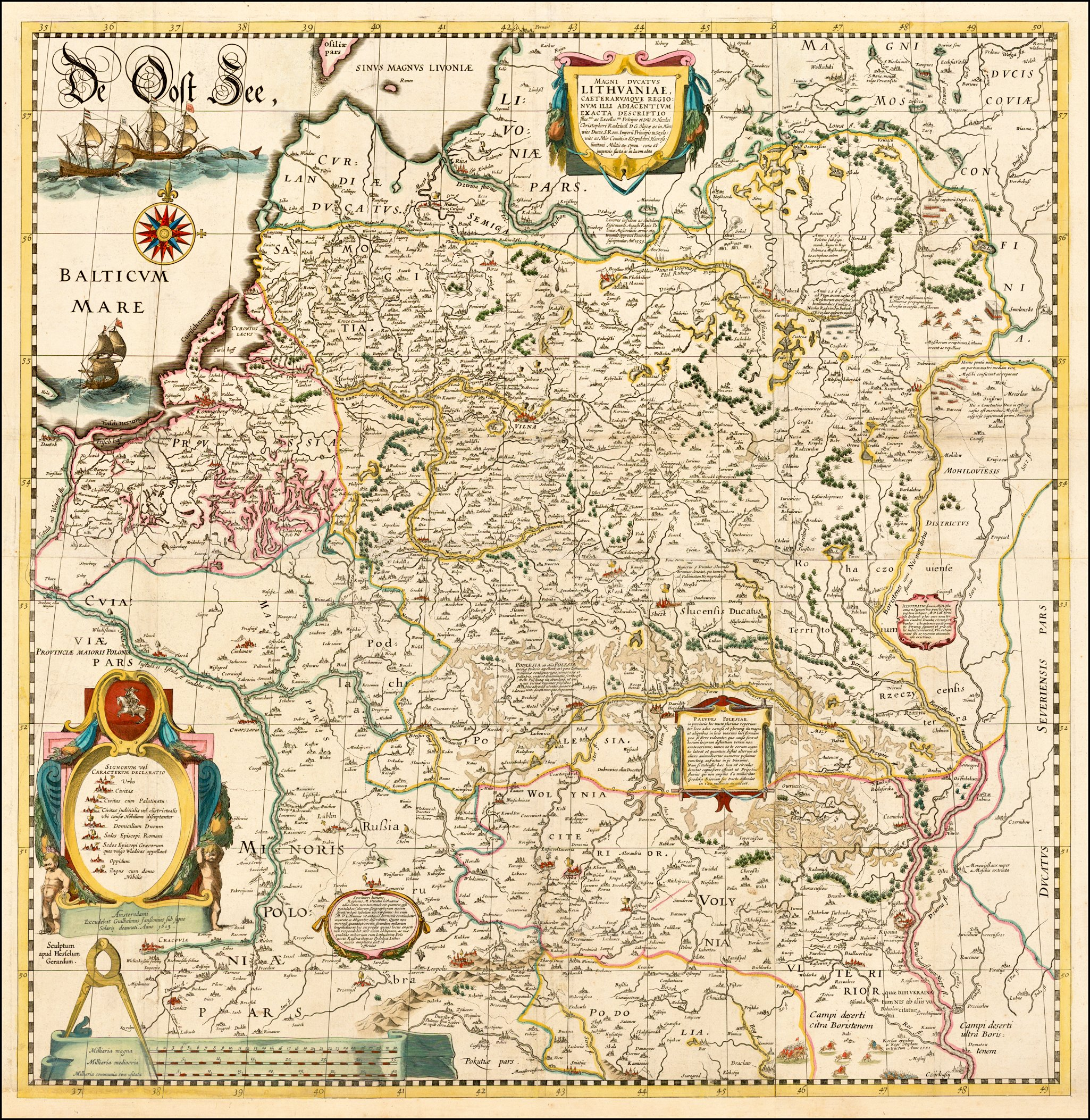
Mapa radziwiłłowska Wielkiego Księstwa Litewskiego z 1613 r. (wyd. 1635)
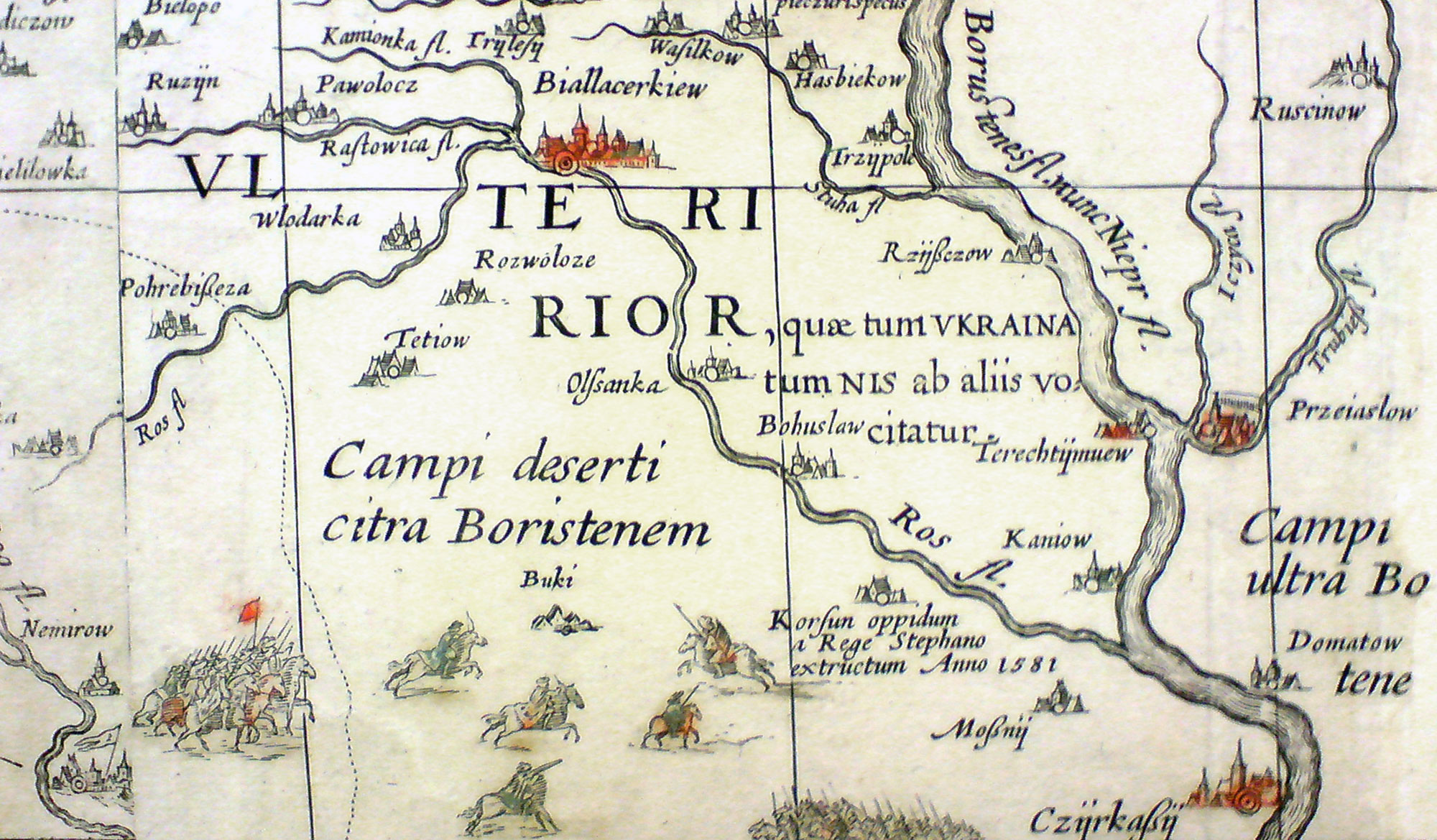
Fragment "mapy radziwiłłowskiej" przedstawiający rzekę Roś na Ukrainie